# Квуцат-Явне
Квуцат-Явне (ивр. קבוצת יבנה‎) — кибуц, расположенный в центральной части Израиля, располагающийся на прибрежной равнине к востоку от Ашдода. Административно относится к региональному совету Хевель-Явне.

## История
Группа основателей кибуца была сформирована в Германии в рамках движения «Религиозный пионерский альянс». Цель основателей заключалась в том, чтобы создать религиозный кибуц и ешиву недалеко от древнего Явне (от которого он и получил свое название). Эти основатели, члены религиозного сионистского движения, начали готовиться к сельскохозяйственным работам на немецких фермах в 1929 году. Вскоре после этого они иммигрировали в подмандатную Палестину.

## Население
По данным Центрального статистического бюро Израиля, население на начало 2020 года составляло 964 человека.